# جبرائیل بوداغیان
جبرائیل (گابریِل) بوداغیان (ارمنی: Գաբրիել Բուդաղյան؛ زاده ۱۸۷۰  - درگذشته بعد از؟ ۱۹۴۳) سرمایه‌دار ارمنی‌تبار اهل ایران و نماینده ارمنی‌های جنوب ایران در دوره‌های یازدهم تا سیزدهم مجلس شورای ملی (۱۹۳۷-۱۹۴۴) بود.

## زندگی‌نامه
جبرائیل بوداغیان در ۱۸۷۰ میلادی (۱۲۴۹ خورشیدی) در روستای هفتوان سلماس به دنیا آمد. خانواده وی از ارامنه آذربایجان بودند و پدرش به تجارت اشتغال داشت. او نیز ابتدا شغل تجارت خشکبار را از زادگاهش شروع کرد. سپس در تبریز ساکن شد و در آنجا تجارت خود را توسعه داد و با شهرهای اطراف به داد و ستد پرداخت. او که از تاجران موفق بود، همراه برادرش ایسرائیل بوداغیان، «تجارتخانهٔ برادران بوداغیان» را تأسیس و همچنین بانکی به نام «بانک بوداغیان» پایه‌گذاری کرد.
بانک بوداغیان بین شهرهایی مانند تهران، برلین و هامبورگ مبادلات پولی می‌کرد. کارکنان بانک حدود ۳۵ نفر و همگی از ارمنیان بودند. در زمان تأسیس بانک بوداغیان در ایران فقط بانک‌های روسی و انگلیسی وجود داشتند. با تأسیس بانک شاهنشاهی در تبریز و راه‌اندازی بانک‎‌های دولتی دیگر، بانک بوداغیان از رونق افتاد و پس از چندی تعطیل شد. 
بوداغیان همچنین کارخانه‌های بسیاری در تبریز، تهران و قزوین ساخت، از جمله کارخانه‌های آرد و صابون در تبریز، کارخانهٔ نخ پشمی در قزوین و کارخانه‌های آرد، نشاسته و یخ در تهران.
او به همراه برادرش در تبریز بزرگترین سیلوی غله و آسیاب مدرن  روز را راه انداختند و کارخانه صابون‌سازی در تبریز نیز تولیدات خود را به اقصی نقاط ایران می‌فرستاد.
پس از مرگ یوسف میرزایانس، نخستین نماینده ارامنه در مجلس شورای ملی، جبرائیل بوداغیان در سال ۱۹۳۷ (۱۳۱۶) به عنوان نماینده ارامنه جنوب به مجلس شورای ملی رفت (دوره یازدهم) و تا دوره سیزدهم بر این کرسی نمایندگی نشست. 
بوداغیان‌ها به نیکوکاری شهرت داشته‌ند و کمک‌های بسیاری به مدارس تومانیان‌ها در جمهوری آرتساخ و ارمنیان آذربایجان کرده‌اند.